# The Ceremony
The ceremony (Brasil: Cerimônia Macabra ) é um filme estadunidense de 1963, gêneros drama e suspense,  em preto e branco, dirigido por Laurence Harvey. O roteiro é do próprio Laurence e de Ben Barzman e Alun Falconer, baseado no livro de Frederic Grendel; a trilha sonora é de Gerard Schumann.

## Sinopse
Um homem, condenado a morte por um crime que não cometeu, foge com a ajuda de seu irmão, que lhe cobra apenas um preço, sua mulher.

## Elenco
- Laurence Harvey ……. Sean McKenna
- Sarah Miles ……. Catherine
- Robert Walker Jr. ……. Dominic
- John Ireland (ator) ……. Diretor da prisão
- Ross Martin ……. LeCoq
- Lee Patterson ……. Nicky
- Jack McGowran ……. O'Brien
- Murray Melvin ……. primeiro policial
- Noel Purcell ……. Finigan
- Carlos Casarvilla ……. Ramades
- Fernando Rey ……. Sanchez
- Fernando Sanchez ……. Shaoush